# Реагент І-2-А
Реагент І-2-А («Північ-1»), (рос. реагент І-2-А (“Север-1”); англ. reagent 1-2-A (“Pivnich-1”), нім. Reagens n 1-2-A (“Piwnitsch-1”)) — інгібітор корозії як додаток до кислотних розчинів, в основному призначений для захисту нафтопромислового обладнання від корозії, яка викликається агресивними сірководневовмісними нафтами, пластовими і стічними водами.